# WTVF
WTVF（チャンネル5）は、アメリカ・テネシー州ナッシュビルにあるCBS系列のテレビ局。これは、E・W・スクリップス・カンパニーと、イオン・テレビジョン直営局のWNPX-TV（チャンネル28）が所有している。WTVFのスタジオは、ナッシュビルのダウンタウンにあるジェームズ・ロバートソン・パークウェイにあり、送信所は、ダウンタウンの北、ホワイツ・クリーク近くのI-24沿いにある。

## 歴史
1954年8月6日、元々はライフ・アンド・カジュアルティー・インシュアランス・カンパニーと、ナッシュビルの実業家であるギルフォード・ダドリー（Guilford Dudley）、アル・ビーマン（Al Beaman）、トーマス・ベイカー（Thomas Baker）が所有していたWLAC-TVとして開局した。ライフ・アンド・カジュアルティーの取締役会会長であるポール・マウントキャッスル（Paul Mountcastle）と彼の投資グループも、ノックスビルのチャンネル6・WATE-TVの過半数の所有権を持っていたが、2つの放送局は共有されているとは見なされなかった。開局以来、WLAC-TVのアナログ信号はメンフィスのWMC-TVとアトランタのWAGA-TVに、同じくVHFチャンネル5で短距離で送信されていた（偶然にも、WMC-TVはチャンネル4で始まり、すぐにナッシュビルのWSM-TV（現：WSMV）にショートスペースだった）。WLAC-TVは、WLACラジオ（1510 AM）及びその後のWLAC-FM（105.9 FM、現：WNRQ）と共に所有されていた。コールサインは同保険会社のイニシャル（Life And Casualty Insurance Company）を反映している。WLAC (AM)は1928年以来ナッシュビルのCBSラジオ系列であったため、すぐにWSIX-TV（チャンネル8、最終的にはチャンネル2のWKRN-TV）からCBS系列を取得した。WLAC-TVにより、ナッシュビルは3つの完全独立したネットワーク系列の商用テレビ局を持つアメリカ国内で最小の都市の1つになった。ヒューストンを拠点とする保険会社であるアメリカン・ゼネラル・コーポレーションは、1960年代にL&CとWLAC-AM-FM-TVを購入した。
WLAC-TVは、1975年にホビー一家（KPRC-AM-TVと現在は廃刊された「ヒューストン・ポスト」の所有者）に売却され、一家は同年12月1日にコールサインを現在のWTVFに変更した（コールサインの変更は、同じ都市のテレビ局とラジオ局を禁止するときにFCCの規則が適用されたために行われたが、所有者が異なると同じコールサインを共有することはできない）。アメリカン・ゼネラル/L&Cは最終的にWLAC-AM-FMを他の利害関係者に売却し、他の放送局には何年にもわたって複数の所有者がいた。1983年、ホビーはヒューストン・ポストが販売された後、放送の保有をH&Cコミュニケーションズとして再編成した。バージニア州ノーフォークを拠点とするランドマーク・コミュニケーションズは、1994年にホビーらからWTVFを購入した。
2008年1月30日、ランドマークは、ラスベガスの姉妹局KLAS-TV及びケーブルネットワークのザ・ウェザー・チャンネルと共に、WTVFを販売する意向を発表した。これに続いて、2008年7月14日、バージニア州ブリストルのWCYB-TVを含む、5つの州で16の放送テレビ局を既に所有しているボンテン・メディア・グループにWTVFを売却することが発表された。しかし、2008年の経済危機により、ボンテンはランドマークに、その購入の主要な財政的支援者であるリーマン・ブラザーズがアメリカ史上最大の破産を申請した後、購入を完了することができないと通知したため、取引は中止された。ザ・ウェザー・チャンネルやその他の資産の売却は最終的に完了したが、ランドマーク（2008年9月にランドマーク・コミュニケーションズからランドマーク・メディア・エンタープライズに社名変更）は、2008年10月に他の殆どの物件を市場から撤去した。その結果、WTVFとKLASはランドマークが所有し続けた。WTVFは、ボンテンが所有する最大の放送局であり、ポートフォリオの最初のCBS系列局でもある。
2010年5月1日・2日、WTVFのニュースルームは3フィート（0.91 m）の洪水で浸水し、再建中の3か月間使用できなくなった。浸水の間、ニュース運用の中断を防ぐために、機器は建物の周りの他の場所に急いで移動された。
2012年9月4日、ミルウォーキーを拠点とするジャーナル・コミュニケーションズは、ランドマークからWTVFを2億1,500万ドルで購入すると発表した。FCCは同年10月22日に売却を承認し、12月6日に完了した。取引が完了すると、WTVFは市場規模でジャーナルが所有する最大の放送局になった（2番目に大きい旗艦のWTMJ-TVに取って代わった）。また、KLAS-TVのライバルであるKTNV-TVの姉妹局になった。
ランドマークがWTVFをジャーナルに売却してから2年も経たない2014年7月30日、ジャーナル・コミュニケーションズがE・W・スクリップス・カンパニーに全株式取引で買収されることが発表された。スクリップスは、WTVFを含む両社の放送の保有物を保持し、印刷物の保有物をジャーナル・メディア・グループにスピンオフした。スクリップスが1948年の開局から1993年までメンフィスでWMC-TVを所有していたため、これはテネシー州のテレビ局を所有するのは2回目である。FCCは2014年12月12日に取引を承認した。2015年3月11日に両社の株主により承認され、同年4月1日に閉鎖された。
2020年9月24日、スクリップスとバークシャー・ハサウェイで構成されるコンソーシアムが、イオン・メディアの購入提案を発表した。ナッシュビル市場には規制上の問題がなかったため、この取引により、イオン加盟局WNPX-TV（チャンネル28）はWTVFの姉妹局になった。取引は2021年1月7日に完了し、完了した。

## サブチャンネルの歴史

### WTVF-DT2
WTVF-DT2（「NewsChannel 5 Plus」または「NewsChannel 5+」としてブランド化された）は、独立局として運用するWTVFの2番目のデジタルサブチャンネル。UHFチャンネル36.4（または仮想チャネル5.2）で標準画質で放送する。
NewsChannel 5+は、ナッシュビル地域向けの全く新しい情報ケーブル専用チャンネルとして1996年9月に導入され、立ち上げられた。ローカルで制作された番組やニュース放送のリピートに加えて、2002年9月にサービスが終了するまで、オール・ニュース・チャンネルからの番組も放送していた。その後、同チャンネルの番組編成スケジュールは主にオリジナルのコンテンツに依存する。
WTVFがデジタル信号でデジタルマルチキャスティングを利用し始めた2009年のデジタルテレビ移行の9日後の2009年6月21日に、地上波デジタルサブチャンネルとしてリニューアルされた。それ以来、NewsChannel 5+はデジタルチャンネル5.2で放送されている。2014年半ばに、WTVF-DT2の標準解像度の画像が16:9 SDワイドスクリーンにアップグレードされ、ワイドスクリーンテレビに対応した。

### WTVF-DT3
WTVF-DT3は、コムキャストチャンネル249でも利用可能な3番目のデジタルサブチャンネルであり、WTVF-DT2でのNewsChannel 5+のリニューアルと同日に、ディスTV系列局として立ち上げられた。2015年9月24日、ラフに置き換えられた。2021年9月1日、バウンスTVがラフに取って代わった。

## 番組
WTVFが放送するシンジケート番組には、『エレンの部屋』、『インサイド・エディション』、『ケリー・クラークソン・ショー』などがある。
2017年9月から2019年5月まで、WTVFは、カントリーアーティストのケリー・ピックラーとコメディアンのベン・アーロンが出演するシンジケートのトーク番組『ピックラー&ベン』も制作した。WTVFが旗艦 (放送)として機能した同番組は、クリスチャン・ブロードキャスティング・ネットワークの旧北ナッシュビルスタジオ施設であるスカイウェイ・スタジオ（Skyway Studios）で公開収録された。

### スポーツ番組
1998年、WTVFは、同シーズンから、ナショナル・フットボール・リーグのアメリカン・フットボール・カンファレンスの放映権がNBCからCBSに移ったことから、オイラーズとしても知られているテネシー・タイタンズの主要なホームステーションになった。2014年、NFLネットワークとCBSの新しいパートナーシップにより、NFLネットワークの『サーズデーナイトフットボール』の最初の8週間が、WTVFのスポーツ番組名簿に追加された。WTVFは、2015年11月19日のテネシー・タイタンズ対ジャクソンビル・ジャガーズ戦を皮切りに、シーズン後半にテネシー・タイタンズの『TNF』中継の同時放送を開始した。2013年・2014年シーズンでは、FOXネットワークが殆どの『TNF』中継の放送局になるまで、その義務は以前はFOX系列のWZTVによって保持されていた。カレッジバスケットボールの特製放送を含む、他の全てのCBSスポーツの番組がWTVFで導入されている。2018年から2021年まで、WZTVはパッケージに対するFOXの権利の一部として『TNF』中継を放送した。
1980年代半ば、WTVFは、1985年〜1986年シーズン後にシンジケーションサービスが解散するまで、ロリマー・スポーツ・ネットワークが制作したサウスイースタン・カンファレンスバスケットボール試合のローカル放送権も保持していた。ジェファーソン＝パイロット・テレプロダクションズがこれらの試合のシンジケートを開始した1987年1月から、WUXP-TVがそのパッケージの残りの放送でローカルの権利を獲得するまで、WSMVはパッケージのナッシュビルエリアの権利所有者としての役割を果たし始めた。
WTVFは、『SEC on CBS』で放送するために選択されたヴァンダービルト・コモドアーズフットボール部試合を放送する。

### 過去の番組
テネシー州会議事堂の近くに1967年に建設されたWTVFのスタジオAは、1968年から1993年までの殆どの期間、人気番組『ヒーホー』の本拠地でもあり、過去数年間は、現在は廃止されているテーマパーク・オープリーランドUSAに隣接するザ・ナッシュビル・ネットワークのスタジオで収録された。さらに、1970年代の『キャンディッド・カメラ』のシンジケートバージョンは、殆どの放送でWTVFの施設から発信された。
夜のソウルミュージック番組で長年知られているWLACとの関係により、1960年代半ばから後半にかけて、ノーブル・ブラックウェル（Noble Blackwell、ナッシュビルのソウルラジオ局WVOL（1470 AM）のディスクジョッキー）がホストを務め、『アメリカン・バンドスタンド』に似たR&Bパフォーマンスとダンスが披露された『ナイト・トレイン（Night Train）』と呼ばれる画期的な番組が金曜日と土曜日夜に放送された。1972年から1975年まで、ショー・ビズ株式会社（Show Biz, Inc.）の『ボビー・ゴールズボロ・ショー（The Bobby Goldsboro Show）』は、WLAC-TV/WTVFスタジオで収録された。
1984年、WTVFは、デビー・アラン（Debbie Alan）がホストを務める、地元で制作されたマガジン形式の番組『トーク・オブ・ザ・タウン（Talk of the Town）』を立ち上げた。共同ホストのハリー・チャップマンとジョー・ケースは、数ヶ月後に同番組に加わった。ケースはまた、同番組と朝・正午のニュースの天気予報を行ったが、チャップマンはWTVFのエンターテインメントリポーターだった。
1980年代後半から90年代初頭にかけて、CBSの昼間のラインナップをパターンから外して放映した。WTVFは、地元の番組『トーク・オブ・ザ・タウン』の12:30に『アズ・ザ・ワールド・ターンズ』を15:00に遅らせて放送し、『ザ・ボールド・アンド・ザ・ビューティフル』は13:30に放送した。1993年に『レイト・ショー・ウィズ・デイヴィッド・レターマン』が開始する前の他の多くのCBS加盟局と同様に、WLAC/WTVFも、ニュースマガジンやシットコムなどの独自のシンジケート番組を放送するCBSの深夜番組を放送していなかった。

### WTVF-DT2の番組
WTVF-DT2は、ローカルで制作された番組、メインチャンネルからのローカルニュースの繰り返し、及びメインチャンネルの番組スケジュールに合わない可能性のあるいくつかのシンジケート番組を備えている。ポール・デニス・リード、ペリー・マーチ、メアリー・ウィンクラー、リンジー・ロウ（Lindsey Lowe）、そしてホリー・ボボ事件の3人の容疑者を含む、ナッシュビル地域では、注目を集める刑事裁判のガベルからガベルへのライブ報道もあり、後者は2010年代に全国的な注目を集めた。WTVF-DT2は悪天候時に放送され、1982年以来CBSスポーツ番組の定番となっているNCAAディビジョンI男子バスケットボールトーナメントなど、メインチャンネルでCBS番組が横取りされた場合、ローカルニュース番組を放送することがある。
『CBSサタデーモーニング』はメインチャンネルでは放送されないため、代わりにWTVF-DT2で1時間の遅延（中部標準時8:00〜10:00）で放送される。『CBSオーバーナイトニュース』も、メインチャンネルが特定のシンジケート番組を放送し、2:37まで深夜ニュース番組に参加しないため、平日朝、通常は1:35から3:30までほぼ完全に放送される。また、WTVFは番組の最初の30分しか放送しないため、CBSの『フェイス・ザ・ネイション』の1時間も放送され、メインチャンネルは10:00から11:00まで宗教番組を放送する。WTVF-DT2での子供向け教育番組は、日曜日朝にWTVF-DT3で放送される子供向け番組ブロックのリプレイで、WTVF-DT2は、日曜日午後に同番組を再放送する。
WTVF-DT2は、全てではないにしても、殆どのニュース放送とローカルで制作された番組『トーク・オブ・ザ・タウン』のエディションも再放送する。さらに、WTVF-DT2の親局は、NewsChannel 5+向けに毎週5時間のニュース番組を制作し、WTVFの平日朝のニュースを7:00から8:00まで1時間延長する。『シュプリーム・ジャスティス（Supreme Justice）』と『ドクター・オズ・ショー』は、同チャンネルに表示される唯一のシンジケート番組である。
2015年6月以降、WTVF-DT2は、殆どの地元のレスリングプロモーションの伝統的な仲介形式で、ユニオン・レスリング・ラテン・アメリカのルチャリブレのような番組を放送した。UWLAは、特にこの地域のヒスパニック系アメリカ人を対象としている。同番組は2015年7月下旬に番組編成から削除された。

### ニュース運用
WTVFは、毎週37時間のローカル制作のニュース番組を放送している（月曜日〜土曜日：それぞれ5時間半、日曜日：4時間）。さらに、平日11:00に30分間のニュース/インタビュー番組『トーク・オブ・ザ・タウン』を、日曜日22:22に毎週のスポーツまとめ番組『サンデー・スポーツ・セントラル（Sunday Sports Central）』を22:00のニュースの一部として制作している。また、7:00にWTVFの平日朝のニュースの1時間延長の形で、NewsChannel 5+のために毎週5時間のニュース番組を制作する。平日朝のニュースは4〜7時間続き（NewsChannel 5以降の延長は含まれない）、18:00のニュースは1時間続く。2014年2月22日以降、週末朝のニュースは5:00に始まり、土曜日は5:00〜9:00、日曜日は5:00〜8:00までに続いた。
『トーク・オブ・ザ・タウン（Talk of the Town）』は、1984年3月19日にWTVFで初放送された、WTVFの主要な正午の番組である。同番組では、テネシー州中部周辺の今後の出来事に関する情報、地元のパーソナリティ（一部の国民）へのインタビュー、いくつかのレシピが番組で紹介されている。2014年4月、番組開始30周年を祝い、数週間にわたり、過去30年以内の古いエピソードを放送した。同番組がまだ放送されている中で、『トーク・オブ・ザ・タウン』は、ナッシュビルのテレビ市場、そして全国で最長の地元で制作されたテレビ番組として宣言された。現在、メインチャンネルでは平日11:00に放送され、WTVF-DT2/NewsChannel 5+では様々な時間に再放送される。

#### ニュース部門の歴史
ウォーターゲート事件を受けて、1974年8月8日17:30に、当時の大統領であるリチャード・ニクソンが辞任することになった出来事のCBSニュースの報道を録音した後、アーカイブのスタッフが不注意に録音機器をつけたままにした結果、18:00のニュースの完全な放送は、ナッシュビルのヴァンダービルト・テレビジョン・ニュース・アーカイブにある。放送では、ワシントンでのその日の出来事についてナッシュビル地域とテネシー州の政治家へのインタビューが取り上げられ、ハリー・チャップマンがアンカーを務め、ロン・カイザーが天気予報を行い、ホープ・ハインズがスポーツを担当した。メインアンカーのクリス・クラークは、テネシー州議会代表団の上院議員と代表者からの反応について、ワシントンから電話報告を提出した。ネットワークニュースと一緒にローカルニュース番組を録画することはアーカイブのポリシーではなく、この発生は非常に偶然だったため、ネットワーク選挙報道へのローカルカットインと『トゥデイ』の2つの1973年の特別放送（WSM-TVで）を除いて、1970年代後半（ビデオテープレコーダが広く市場に出た時）以前に保存されたナッシュビルのテレビニュース放送はこれだけである可能性がある。アーカイブで公開されているが、当時の設備の関係で、それまでの生放送は全てカラーで放送されていたが、放送は白黒で録画されていた。1980年代に衛星技術が登場する前は、アーカイブは全てのCBSニュース放送をWLAC-TV/WTVFの電波から録音していた。
1970年代から1980年代にかけて、ニュース放送に『Eyewitness News』という呼称を使用していた。現在の「NewsChannel 5」のブランドとロゴは、1989年8月から使用されている。1974年、WLACは、ENGを使用して生中継の現場リポートを視聴者に提供した、国内初のネットワーク系列局になった。2007年2月2日、WTVFは、最新のニュースセット、気象センター、グラフィックを備えた新しい放送上の外観を、高解像度のニュース放送への公式アップグレードと並行して発表した（アメリカで25番目のテレビ局になり、ローカルニュース番組を高解像度で放送し、HDの気象センターとシステムを備えた当時4つのうちの1つになった）。新しいセットは、既存のニュースセットとは別のスタジオに構築され、ニュース運用の中断を最小限に抑えている。古い既存のニュースセットは現在、WTVF-DT2で放送されるNewsChannel 5+で放送されるいくつかのオリジナル番組に使用されている。
WTVFは、エヴァ・メロ（Eva Melo）がアンカーを務めるユニマスの系列局WLLC-LP（チャンネル42）の90秒間のスポットニュースを毎日制作した。これは、スペイン語を話す視聴者の約4％で構成され、テネシー州中部地域で急成長している視聴者であるナッシュビル市場で唯一のスペイン語のニュース番組だった。2011年の時点で、WTVFは、終了されたため、WLLC-LPのスポットニュースを制作しなくなった。
2016年5月にスクリップスの標準化されたグラフィックの使用を開始した。

#### 気象報道
1998年4月16日、ナッシュビルのダウンタウンを襲ったF3竜巻により、WTVFは放送が中断された。これは、気象学者のロン・ハウズ（Ron Howes）とジョー・ケース（Joe Case）が生放送を行っていた時に発生し、ナッシュビルのダウンタウンに入る局のスカイカムからの実際の竜巻を映していた。時速100マイル（161 km/h）を超える風によって引き起こされた信号の中断の前に、AT&Tビル（当時はベルサウス・ビル（BellSouth Building））の上にあるWTVFのお天気カメラは、同日午後にWTVFが端から端まで竜巻警報を放送している時にナッシュビルのダウンタウンに移動した時に竜巻を捉えた。その後まもなく、クリス・クラークとロン・ハウズが、午後の残りの時間、双方向ラジオと送信所に直接接続されたテレビカメラの助けを借りて、局の送信所から気象情報を放送し、WTVFは放送を再開した。
現在、WTVFの気象部門は、5つの国立気象局NEXRADドップラーレーダー（ナッシュビル、ハンツビル、メンフィス、パデューカ、ルイビル）からのデータを利用している。また、WTVFの主要な放送範囲のいずれかの部分に対して竜巻警報が発表された場合に、途切れることなく、端から端までの荒天情報を放送するという方針を持っている。

#### 過去のスタッフ・賞
WLAC-TVとして、1970年代初頭に定期的なニュースアンカーにすることで、若いアフリカ系アメリカ人リポーターと地元のナッシュビル市民であるオプラ・ウィンフリーのキャリアの立ち上げを支援した。ウィンフリーの背後で、局の最も注目すべきアンカーはギリシャ系アメリカ人のクリス・クラーク（本名:クリストファー・ボタリス（Christopher Botsaris））であり、1966年から2007年までの41年間、ナッシュビルのテレビ史上誰よりも長くWTVFのメインアンカーを務めた。2006年6月、クラークは毎日のアンカースケジュールを平日18:00のニュースに短縮し、2007年の契約終了をもって引退すると発表した。クラークの最後の出演は2007年5月23日だった。WTVFはクラークの退職に至るまでの数日間に多くの賛辞を放送した。彼は同僚や友人に敬意を表して別れの挨拶をし、最後に各ティーザーの最後に使用した結びの一文であった「I'll see you then...（では、また会いましょう...）」で締めた。平日17:00と22:00の放送の共同アンカーであるロリ・ジョンストンは、18:00にクラークの後を引き継いだ。ジョージア大学を卒業したクラークは、WLAC/WTVFに勤務する前に、生まれ故郷のジョージア州アトランタとオールバニの放送局で働いていた。オールバニのWALB-TVにいる間、クラークは公民権運動のリーダーであるマーティン・ルーサー・キング・ジュニアにインタビューした。

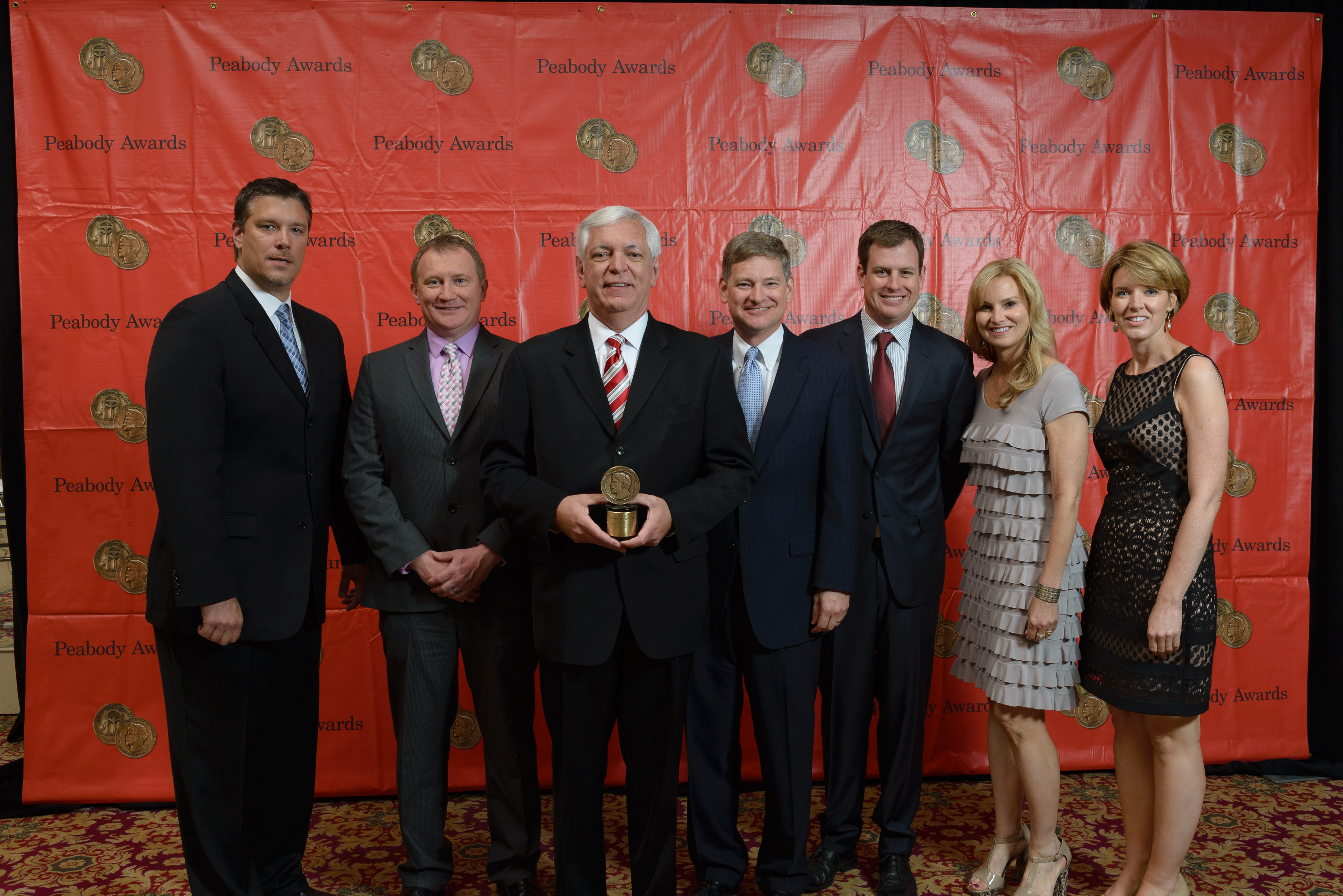
NewsChannel 5のブライアン・ステープルズ、ケビン・ウィスニエフスキー、フィル・ウィリアムズ、ベン・ホール、イアン・モンゴメリー、サンディ・ブーンストラ、ミシェル・ボネットが「影響力の質問（Questions of Influence）」で第73回ピーボディ賞を受賞した。

1998年、「テネシアン」で働いていた時にピューリッツァー賞のファイナリストであり、WKRN-TVで働いていた時にジョージ・フォスター・ピーボディ賞を受賞した調査報道リポーターのフィル・ウィリアムズを雇った。その結果、WTVFは、国内で最も高く評価されている調査報道ユニットの1つを作成し、「NewsChannel 5 Investigates」チームとしてブランド化した。同チームが拡大するにつれて、ウィリアムズは主任調査報道リポーターの肩書きを引き受けた。2001年、ウィリアムズとフォトジャーナリストのブライアン・ステープルズは、ウィリアムズと彼の家族に対する脅迫をもたらした警察の汚職の調査で名誉あるIREメダルを受賞した 。ウィリアムズと「NewsChannel 5 Investigates」チームも、当時の政府による疑わしい契約を暴露した。ドン・サンドクイストはピーボディ賞、デュポン＝コロンビア大学賞、ジョージ・ポーク賞を受賞した。
同チームは、 デイヴィッドソン郡一般セッション裁判所システム内の汚職の調査で2010年に2回目のデュポン賞を受賞し、民事没収の虐待の調査報道「利益のための取り締まり（Policing for Profit）」で2012年に3回目のデュポン賞を受賞した。さらに、同チーム（ウィリアムズと調査報道リポーターのベン・ホールを含む）は、州知事（当時）のビル・ハスラムの政権による怪しげな取引の調査報道「影響力の質問」で2013年のピーボディ賞を受賞した。継続的な調査報道「利益のための取り締まり」は、後に2015年のヒルマン賞放送ジャーナリズム部門を受賞した。

##### 著名な元スタッフ
- クリス・クラーク（英語版） - アンカー/リポーター（引退。ミドルテネシー州立大学のマスコミュニケーション部で勤務している。）
- ホープ・ハインズ（英語版） - スポーツディレクター（引退）
- チャールズ・ケネディ - アンカー（後に『サタデー・ナイト・ライブ』、『ジム・キャリーはMr.ダマー』で俳優・コメディアンになった）
- ニール・オドネル（英語版） - スポーツアナリスト（元NFLクォーターバック）
- オプラ・ウィンフリー - ニュースアンカー/リポーター

## 技術情報

### サブチャンネル
デジタル信号は多重化されている。
| チャンネル | 解像度 | アスペクト比 | ショートネーム | 番組編成           |
| ---------- | ------ | ------------ | -------------- | ------------------ |
| 5.1        | 1080i  | 16:9         | WTVF-HD        | メインWTVF番組/CBS |
| 5.2        | 480i   | 16:9         | NC5+           | NewsChannel 5+     |
| 5.3        | 480i   | 16:9         | Bounce         | バウンスTV         |

### アナログ-デジタル変換
WTVFは、2001年11月15日にデジタル信号を開局した。アメリカ国内のフルパワーテレビ局が連邦政府の命令の下でアナログ放送からデジタル放送に移行した公式の日付である2009年6月12日に、VHFチャンネル5を介してアナログ信号をシャットダウンした。WTVFのデジタル信号は、移行の結果として放送の使用から削除された高帯域UHFチャンネル（52〜69）の1つである移行前のUHFチャンネル56から、アナログ時代のVHFチャンネル5に再配置された
移行が発生した後、すぐ近くのナッシュビル地域の一部の視聴者は、VHFデジタルチャンネルの受信の問題を抱えていた。
2009年7月6日、VHF信号を受信できなかった視聴者にサービスを提供するために、100 kWで放送するUHFチャンネル50で低電力デジタル中継局を運用するための申請を提出した。この中継局を運用するための元の申請はまだ許可されていないが、STAは承認されている。2009年7月31日、WTVFは、デジタルサブチャンネルでの同時放送を開始し、5.2では「NewsChannel 5+」（元々はケーブルのみのチャンネル）が放送され、5.3ではクラシック映画ネットワークであるディスTVが追加された。
2012年9月7日、メインデジタル信号をUHFチャンネル25に再配置し、チャネル50のUHF代理中継局をシャットダウンした。VHFチャンネル5は、WTVFの視聴領域の遠方のフリンジにサービスを提供するために、代理中継局に変換された。

### スペクトルインセンティブオークションの結果
FCCの2016年〜2017年スペクトルインセンティブオークションへのWTVFの参加により、デジタル割り当てをUHFチャンネル36に再配置するための建設許可を申請した。その結果、2019年10月18日、WTVFはスペクトルの再パッキングのために新しい周波数に移行した。以前はUHFチャンネル36でデジタル信号を放送していたイオン・テレビジョン直営局のWNPX-TVは、同日にデジタル信号をUHFチャンネル32に移動した。

### 中継局
| 放送地域免許 | コールサイン              | チャンネル | ERP  | HAAT | 施設ID | 送信所の座標                                                     |
| ------------ | ------------------------- | ---------- | ---- | ---- | ------ | ---------------------------------------------------------------- |
| ナッシュビル | Template:FCC-LMS-Facility | 5          | 3 kW |      | 36504  | 北緯36度16分5秒 西経86度47分16秒 / 北緯36.26806度 西経86.78778度 |

## 市場外の放送範囲
ナッシュビルのメディア市場以外のいくつかの地域に住む視聴者は、ケーブルプロバイダーによっては、WTVFを視聴できる。ナッシュビル市場外での局の信号の伝送は、シンジケーション独占（SyndEx）、またはSyndExの対象となる場合、ネットワークまたはシンジケート番組が両方の放送局で同時に放送されると、ローカルCBS系列のフィードがWTVFのフィードに置き換わる。

### ケンタッキー州南部
WTVFは、送信所がナッシュビルの北側にあるため、ケンタッキー州ボーリンググリーンDMAで非常によく見られる放送局である。結果、その信号は同地域の殆どで受信できるほど強力だった。ケンタッキー州中南部の特定の郡にCBS番組を提供することは、1978年にボーリンググリーンが独自の市場地域に崩壊するまで、その地域は元々ナッシュビル市場の一部であったため、WTVFは50年以上にわたって数十年にわたって独占してきた。ボーリンググリーンが独自の市場に崩壊した後でも、CBSはまだ同地域でローカルに利用できなかった。これは2007年2月1日、ボーリンググリーン地域のNBC系列局であるWNKYが、同地域の独自のCBS系列局として機能する新しい2番目のデジタルサブチャンネルを立ち上げた時に終了した。WNKY-DT2の存在にもかかわらず、WTVFはボーリンググリーン市場のいくつかのケーブルシステムで引き続き利用可能である。メディアコムケーブルシステムは現在、モーガンタウン（バトラー郡）とブラウンズビル（エドモンソン郡）エリアでメインチャンネルを搬送している。ボーリンググリーンのCharter Spectrum、ウエスタンケンタッキー大学キャンパス内のケーブルシステム「WesternCable」、及びサウス・セントラル・ルーラル・テレフォン・コーポラティブ（SCRTC）のグラスゴー (ケンタッキー州)ベースのケーブルシステムのうち、グラスゴーのSCRTCは、1990年以来、ルイビルのCBS/MeTV系列局であるWLKYにもパイプを使用している（それ以前は、ルイビルのCBS系列局であったWHAS-TV）。ボーリンググリーン市場の多くの地域では、屋外アンテナを介してWTVFを受信できる。ケンタッキー州南部の屋内アンテナの一部のユーザー、及びWTVFの放送範囲の遠方も、2013年のデジタル信号のアップグレードのおかげで信号を受信できる。
グラスゴー・エレクトリック・プラント・ボード（The Glasgow Electric Plant Board）は、WTVFとWSMVをそれぞれ遠方のCBSとNBCの系列局として運営していた。同プロバイダーは、WNKYとWNKY-DT2がそのシステムの市場独占権を主張した2017年後半まで、WTVFまたはWSMVとそれに関連するサブチャンネルをラインナップから削除しなかった。

### ケンタッキー州西部
メディアコムはまた、パデューカ (ケンタッキー州)パデューカ/ケープジラード/ハリスバーグ のメディア市場にあるプリンストンとマリオンのコミュニティを含む、コールドウェル郡とクリッテンデン郡でメインチャンネルを運営している。パデューカ市場にあるケンタッキー州カロウェイ郡のマレー地域にあるマレー・エレクトリック・システム（Murray Electric System）ケーブルでも搬送されている。WK&Tテレコム（WK&T Telecom）は、キャロウェイ郡の顧客がWTVFを利用できるようにした。WTVFは、インディアナ州エバンズビル市場にあるミューレンバーグ郡とホプキンス郡のケーブルシステムでも放送されている。

### テネシー州の他地域
WTVFは、ナッシュビル市場以外のテネシー州内の他地域でいくつかのケーブルシステムで放送されている。例えば、ジャクソンでは、WTVFは現在、ジャクソン・エネルギー・オーソリティー（Jackson Energy Authority）のE-Plusブロードバンド・ケーブル・サービス（E-Plus Broadband Cable Service）で放送されている唯一のナッシュビルベースの放送局である。ジャクソン市場の他のシステムは、ギブソン郡のトレントン地域にあるWK&Tテレコムの顧客（フライト（Flite）ラベルの下）、及びパデューカ市場内の3つの北西テネシー郡のうちの2つ、つまり、それぞれマーティン/ドレスデンとユニオンシティ/サウスフルトンエリアを含むウィークリーとオビオンを含む放送局を搬送する。
WTVFは、アラバマ州ハンツビルのメディア市場にある唯一の中部テネシー郡であるリンカーン郡のファイエットビル地域でもケーブルで利用できる。WTVFのメインチャンネルは、フェントレス郡（ジェームスタウン）のケーブルシステム、及びノックスビルメディア市場にあるカンバーランド郡（クロスビルとフェアフィールド・グレイドを含む）のプロバイダーの顧客向けのスピリット・ブロードバンド・ケーブル（Spirit Broadband Cable）チャンネル5でも放送されている。

### アラバマ州北部
1957年から1980年代にかけて、WTVFは、WSMV、WKRN、そして最終的にはWZTVと共に、ハンツビル、フローレンス、ディケーター地域を含むアラバマ州北部のケーブルシステムで放送された。新しいケーブルチャンネルが開局されると、1980年代を通じてそれらのシステムから徐々に削除された。